# منتخب فرنسا الوطني لكرة القدم للهواة
المنتخب الفرنسي لكرة القدم للهواة هو فريق للهواة كان يمثل فرنسا في مسابقات كرة القدم . ونشط خلال الفترة مابين عام 1932 حتى عام 1989. 

## تاريخ
تم إنشاء الفريق بعد إدخال كرة القدم الاحترافية في فرنسا عام 1932. على الرغم من أنه ليس نفس فريق منتخب الأولمبي الفرنسي لكرة القدم ، إلا أن الهواة كانوا دائما ما يشاركون في مراحل التصفيات للتأهل للألعاب الأولمبية بين عامي 1960 و 1980.
في 15 مايو 1963 ، لعب الفريق في مباراة ضد منتخب إنجلترا للهواة بمناسبة الذكرى المئوية لتأسيس الاتحاد الإنجليزي لكرة القدمم .
شارك الفريق في دورة ألعاب البحر الأبيض المتوسط عام 1967 ، وانتهت المباراة النهائية بين فرنسا وإيطاليا بالتعادل 0-0. فقرر الحكام تحديد الفائز عن طريق قرعة العملة التي فازت بها إيطاليا. غير أن اللجنة التنظيمية نقضت هذا القرار وأعلنت فوز كلا البلدين. في مشاركاتها الخمس التالية في دورة ألعاب البحر الأبيض المتوسط ، احتل الفريق المركز الثاني ثلاث مرات في أعوام 1975 و1979 و1987 .
آخر مباراة للفريق على الإطلاق كانت في المحمدية ، المغرب في 22 يوليو 1989 ، وانتهت بالخسارة 3-2 أمام منتخب الكونغو . 

## سجل ألعاب البحر الأبيض المتوسط
| كرة القدم في ألعاب البحر الأبيض المتوسط | كرة القدم في ألعاب البحر الأبيض المتوسط | كرة القدم في ألعاب البحر الأبيض المتوسط | كرة القدم في ألعاب البحر الأبيض المتوسط | كرة القدم في ألعاب البحر الأبيض المتوسط | كرة القدم في ألعاب البحر الأبيض المتوسط | كرة القدم في ألعاب البحر الأبيض المتوسط | كرة القدم في ألعاب البحر الأبيض المتوسط | كرة القدم في ألعاب البحر الأبيض المتوسط |                             |
| سنة                                     | المرحلة                                 | م                                       | ف                                       | ت                                       | خ                                       | ل                                       | ع                                       |                                         |                             |
| --------------------------------------- | --------------------------------------- | --------------------------------------- | --------------------------------------- | --------------------------------------- | --------------------------------------- | --------------------------------------- | --------------------------------------- | --------------------------------------- | --------------------------- |
| 1951                                    | -                                       | 0                                       | 0                                       | 0                                       | 0                                       | 0                                       | 0                                       |                                         |                             |
| 1955                                    | 3                                       | 3                                       | 2                                       | 1                                       | 0                                       | 6                                       | 2                                       |                                         |                             |
| 1959                                    | -                                       | 0                                       | 0                                       | 0                                       | 0                                       | 0                                       | 0                                       |                                         |                             |
| 1963                                    | -                                       | 0                                       | 0                                       | 0                                       | 0                                       | 0                                       | 0                                       |                                         |                             |
| 1967                                    | 1                                       | 5                                       | 3                                       | 1                                       | 1                                       | 9                                       | 5                                       |                                         |                             |
| 1971                                    | 5                                       | 4                                       | 2                                       | 0                                       | 2                                       | 5                                       | 4                                       |                                         |                             |
| 1975                                    | 2                                       | 6                                       | 3                                       | 1                                       | 2                                       | 10                                      | 6                                       |                                         |                             |
| 1979                                    | 2                                       | 5                                       | 2                                       | 2                                       | 1                                       | 6                                       | 7                                       |                                         |                             |
| 1983                                    | 4                                       | 4                                       | 1                                       | 2                                       | 1                                       | 1                                       | 1                                       |                                         |                             |
| 1987                                    | 2                                       | 5                                       | 3                                       | 1                                       | 1                                       | 7                                       | 2                                       |                                         |                             |
| 1991 - حتى الآن                         | شاهد منتخب فرنسا تحت 20 سنة             | شاهد منتخب فرنسا تحت 20 سنة             | شاهد منتخب فرنسا تحت 20 سنة             | شاهد منتخب فرنسا تحت 20 سنة             | شاهد منتخب فرنسا تحت 20 سنة             | شاهد منتخب فرنسا تحت 20 سنة             | شاهد منتخب فرنسا تحت 20 سنة             | شاهد منتخب فرنسا تحت 20 سنة             | شاهد منتخب فرنسا تحت 20 سنة |
| المجموع                                 | 7/10                                    | 32                                      | 16                                      | 8                                       | 8                                       | 44                                      | 27                                      |                                         |                             |

## أنظر أيضا
- منتخب فرنسا لكرة القدم
- منتخب فرنسا لكرة القدم ب

## روابط خارجية
- نظرة عامة على ألعاب البحر الأبيض المتوسط على RSSSF.com

قالب:France national football team